# Тышканбаев, Кожахмет
Кожахмет Тышканбаев (1916—1943) — сержант Рабоче-крестьянской Красной армии, участник Великой Отечественной войны, Герой Советского Союза (1944).

## Биография
Кожахмет Тышканбаев родился в 1916 году в селе Айдарлы (ныне — Панфиловский район Алматинской области Казахстана). После окончания семи классов школы работал в колхозе. В 1941 году Тышканбаев был призван на службу в Рабоче-крестьянскую Красную Армию. С января 1942 года — на фронтах Великой Отечественной войны.
К ноябрю 1943 года сержант Кожахмет Тышканбаев был наводчиком 490-го истребительно-противотанкового артиллерийского полка 18-й армии Северо-Кавказского фронта. Отличился во время Керченско-Эльтигенской операции. 2 ноябр] 1943 года в районе посёлка Эльтиген (ныне — Героевское в черте Керчи) расчёт Тышканбаева участвовал в отражении немецкой танковой контратаки. Тышканбаев подбил пять немецких танков, но и сам погиб в том бою.
Указом Президиума Верховного Совета СССР от 16 мая 1944 года сержант Кожахмет Тышканбаев посмертно был удостоен высокого звания Героя Советского Союза. Также был награждён орденом Ленина и медалью.